# Schizachne purpurascens
Schizachne es un género monotípico de plantas herbáceas perteneciente a la familia de las poáceas. Su única especie, Schizachne purpurascens, es originaria de Eurasia y Norteamérica.

## Descripción
Son plantas perennes; cespitosas (con rizomas cortos) Con culmos de 30-100 cm de alto; herbáceas ; no ramificado arriba. Culmos con nodos glabros.  Entrenudos huecos, hojas no agregadas basales; no auriculadas. Los márgenes de la vaina unidas. Láminas lineares; estrechas; de 1-4 mm de ancho; planas o enrolladas; sin venación. La lígula es una membrana ciliada; truncada (en la espalda); 0,5-3 mm de largo. Plantas bisexuales, con espiguillas bisexuales; con flores hermafroditas.

## Taxonomía
Schizachne purpurascens fue descrita por (Torr.) Swallen y publicado en Journal of the Washington Academy of Sciences 18: 204. 1928.
Etimología
El nombre del género deriva de las palabras griegas schizein (dividir) y achne (paja), aludiendo a sus lemas bífidas. 
Variedades
- Schizachne purpurascens subsp. callosa (Turcz. ex Griseb.) T.Koyama & Kawano
- Schizachne purpurascens subsp. capillipes (Kom.) Tzvelev

Sinonimia
- Avena striata Michx.
- Avena striata f. albicans Fernald
- Avena torreyi Nash
- Bromelica striata (Hitchc.) Farw.
- Melica purpurascens (Torr.) Hitchc.
- Melica striata Hitchc.
- Melica striata f. albicans (Fernald) Fernald
- Schizachne striata (Hitchc.) Hultén
- Trisetum purpurascens Torr.[3]